# Bitwa pod Dunbar (1650)
Bitwa pod Dunbar – starcie zbrojne, które miało miejsce 3 września 1650 podczas angielskiej wojny domowej (1642–1651). Siły angielskiego parlamentu pod wodzą Olivera Cromwella pokonały dowodzoną przez Davida Leslie armię szkockich rojalistów, zwolenników Karola II, który został wybrany Królem Szkotów 5 lutego 1649 roku.

## Tło konfliktu
Po złożeniu formalnej przysięgi, że uznaje prawa prezbiterianów, Karol został ostatecznie koronowany na Króla Szkotów 1 stycznia 1651. Parlament angielski, zawsze podejrzewający Szkotów o nielojalność i dążenia separatystyczne, już wcześniej postanowił dokonać inwazji. Dowodzący armią Thomas Fairfax nie chciał brać udziału w tym przedsięwzięciu i zrezygnował. Oliver Cromwell zajął jego miejsce, a zastępcą mianowany został John Lambert.
Gdy Cromwell przekroczył na czele armii parlamentarzystów granicę pod Berwick w lipcu 1650 roku, szkocki wódz - David Leslie - uznał, że najlepszą możliwą strategią będzie unikanie bezpośredniego starcia z przeciwnikiem. Jakkolwiek bowiem jego armia, licząca około 14 000 żołnierzy, miała przewagę nad 11 000 Anglików, większość szkockich żołnierzy była słabo wyszkolona i niedoświadczona. Leslie, wobec powyższego, postanowił skryć swe wojska za trudnymi do zdobycia fortyfikacjami wokół Edynburga i nie dać się sprowokować Anglikom, dążącym do rozegrania decydującej bitwy w polu. Na dodatek, na obszarze pomiędzy Edynburgiem a granicą, Leslie zastosował taktykę spalonej ziemi, zmuszając Cromwella do zaopatrywania armii z Anglii, głównie drogą morską przez port w Dunbar.
Czy to w rzeczywistej nadziei na uniknięcie bratobójczej walki, czy też raczej z powodu trudności, na jakie natrafiła jego armia, Cromwell próbował raz jeszcze 3 sierpnia przekonać Szkotów, by zaakceptowali angielski punkt widzenia, pisząc do swych przeciwników list zawierający zdanie: "Zaklinam was, na Chrystusa, zastanówcie się czy nie popełniacie błędu!" (ang. I beseech you, in the bowels of Christ, think it possible you may be mistaken!).
Wezwanie pozostało bez odpowiedzi.

## Bitwa
W pierwszych dniach września, głodna armia angielska, osłabiona przez choroby i zdemoralizowana brakiem jakiegokolwiek sukcesu, zaczęła wycofywać się w kierunku portu Dunbar. Leslie, będąc przekonany, że parlamentarzyści zaczną się cofać, nakazał swej armii iść krok w krok za Anglikami. Armia szkocka doszła do Dunbar jako pierwsza i Leslie ustawił swe oddziały na wzgórzu na południe od miasta, skąd mogły obserwować drogę wycofywania się wojsk Cromwella na południe. Jednak wkrótce, przyjmując przez omyłkę, że Cromwell planuje ewakuację drogą morską, Leslie nakazał swej armii opuścić znakomitą pozycję i zejść w dolinę, ku miastu. Obserwując poczynania przeciwnika Cromwell natychmiast zorientował się, że ma szansę na odmianę losów i pokonanie Szkotów.
W nocy, pod osłoną ciemności, Cromwell przegrupował większość swoich sił w kierunku prawego skrzydła armii szkockiej. Tuż przed świtem 3 września Anglicy przypuścili atak z zaskoczenia. W centrum i na lewym skrzydle Szkoci, choć zaskoczeni, stawili twardy opór, jednak na prawym - pod ciężarem zmasowanego uderzenia parlamentarzystów - zaczęli się chwiać i ustępować. W pewnym momencie prawe skrzydło pękło, co widząc reszta armii Lesliego natychmiast straciła ochotę do walki i rzuciła się do ucieczki. W pościgu, który teraz nastąpił około 3000 Szkotów zginęło, a ponad 10 tysięcy dostało się do niewoli.

## Skutki
Po rozbiciu szkockiej armii Cromwell mógł pokusić się o wzięcie Edynburga. Stolica Szkocji szybko wpadła w jego ręce, ale zamek trzymał się do końca grudnia. Z około dziesięciu tysięcy szkockich jeńców, Cromwell polecił mniej więcej połowę (ze względu na odniesione rany) uwolnić. Pozostali zmuszeni zostali do forsownego marszu na południe, do Anglii, gdzie nikt nie byłby w stanie ich odbić. Warunki tego marszu były takie, że wielu z jeńców zmarło w drodze z głodu, wyczerpania i chorób. 11 września, gdy resztki dotarły do katedry w Durham, która miała być ich tymczasowym więzieniem, zaledwie 3000 Szkotów pozostawało przy życiu.
Katedra zapewniała jeńcom dach nad głową, ale Anglicy nie dostarczali im ani wystarczającej ilości pokarmu, ani opału. Przez jakiś czas jeńcy ogrzewali wielką nawę paląc wszystko, co było w katedrze z drewna, z wyjątkiem ogromnego zegara Castella w południowym transepcie. Przypuszcza się, że oszczędzili zegar ze względu na zdobiące go wyobrażenie kwiatostanu ostu, herbu Szkocji. Dokonali jednak swoistej zemsty na nagrobkach rodu  Neville'ów, odrąbując głowy ich pomnikom. Lord Ralph Neville dowodził częścią angielskiej armii, która pokonała Szkotów w roku 1346 na przedpolach Durham (Bitwa pod Krzyżem Neville'a). 
Do końca października zimno, głód i choroby spowodowały śmierć dalszych 1600 szkockich żołnierzy. Ciała zmarłych wrzucane były do masowego grobu wykopanego na północ od katedry. Miejsce pochówku pozostawało w zapomnieniu przez 300 lat, dopóki nie zostało odkryte podczas prac budowlanych w roku 1946. Jak do tej pory nie ma w katedrze, ani w jej pobliżu pomnika czy tablicy pamiątkowej, aczkolwiek fakt jest skrótowo opisany w przewodniku po katedrze. W roku 1993 władze zaakceptowały wstępnie wniosek organizacji Scottish Covenanter's Memorials Association domagającej się upamiętnienia tamtych wydarzeń, ale dalsze prace utknęły w martwym punkcie. Kampania o upamiętnienie "Męczenników z Dunbar" ruszyła ponownie pod koniec roku 2007, domagając się co najmniej chrześcijańskiego aktu błogosławieństwa dla zmarłych i właściwego oznakowania miejsca pochówku, względnie ekshumacji resztek ofiar i ponownego pochowania ich w Szkocji (patrz: www.dunbarmartyrs.com)
Z około 5000 szkockich żołnierzy, którzy wyruszyli z Dunbar, ponad 3500 zmarło w drodze lub podczas uwięzienia w katedrze - więcej niż wyniosła całkowita liczba poległych w bitwie. Większość z 1400 tych, którzy przeżyli, została zesłana do kolonii karnych w Nowym Świecie.